# Бразильская котловина
Брази́льская котлови́на — подводная котловина в южной части Атлантического океана, расположенная к западу от Южно-Атлантического хребта.
Протяжённость котловины с севера на юг составляет 3000 км. Наибольшая глубина — 6697 м. Осадочные породы дна — красная глина (на востоке) и фораминиферовые илы (на западе).